# Hillsdale (Wyoming)
Hillsdale – jednostka osadnicza w Stanach Zjednoczonych, w stanie Wyoming, w hrabstwie Laramie.